# 서맨사 후프스
서맨사 후프스(Samantha Hoopes, 1991년 2월 10일 ~ )는 미국의 모델이다.